# Nove (album)
Nove è l'undicesimo album di Ivan Graziani, pubblicato nel 1984.

## Tracce
1. Limiti (affari d'amore) – 4:18
2. Blouson noir – 3:45
3. Io che c'entro – 4:36
4. Il tamburino (Little Drummer Boy) – 4:00
5. Geraldine – 3:15
6. Gangsters – 3:39
7. Chitarra bar – 3:28
8. Minù Minù – 3:33
9. Lucetta fra le stelle – 3:47

## Formazione
- Ivan Graziani – voce, chitarra
- Paolo Gianolio – chitarra
- Aldo Banfi – sintetizzatore, programmazione
- Celso Valli – pianoforte
- Roberto Costa – basso
- Luca Orioli – tastiera, programmazione
- Mauro Gherardi – batteria
- Rudy Trevisi – sassofono contralto, percussioni, sassofono tenore
- Lella Esposito, Franco Fasano, Marco Ferradini, Silvio Pozzoli – cori